# Нижняя Радомка
Нижняя Радомка — деревня в составе Хуторского сельского поселения Болховского района Орловской области. Население 7 человек (2010).

## География
Деревня расположена в центральной части Среднерусской возвышенности в лесостепной зоне, на севере Орловской области, возле административной границы с Ульяновским районом Калужском области. Уличная сеть состоит из одного географического объекта: улица Лесная.
Абсолютная высота 186 метров над уровня моря.
Географическое положение
В 4 км — административный центр поселения деревня Середичи, в 24 км — административный центр района город Болхов.
Климат
Климат близок к умеренно-холодному, количество осадков является значительным, с осадками в засушливый месяц. Среднегодовая норма осадков — 627 мм. Среднегодовая температура воздуха в Болховском районе — 5,1 °C.

## Население
| 2010 |
| ---- |
| 7    |

Национальный, гендерный и возрастной состав
Согласно результатам переписи 2002 года, в национальной структуре населения русские составляли 100 % от общей численности населения в 21 жителей. По данным Всероссийской переписи 2010 года, численность населения составляла 7 человек (42,9 % мужчин и 57,1 % женщин).
На 2017—2018 годы, по данным администрации Хуторского сельского поселения, в пяти дворах проживали 7 человек, от 30 до 50 лет — 1 человек, свыше 60 лет — 6 человек.

## Инфраструктура
Развито сельское хозяйство, действует КФХ Андрианов Ю. А. Андрианов Ю. А. (растениеводство, животноводство).

## Транспорт
Просёлочные дороги.